# Aarón Villamar
Aarón Jesús Villamar Mazón (Guayaquil, ,14 de febrero de 1997) es un futbolista ecuatoriano que juega en el Club Sport Emelec de la Serie A de Ecuador. Juega como centro campista.

## Estadísticas

### Clubes
| Club                    | País    | Año           |
| ----------------------- | ------- | ------------- |
| Independiente del Valle | Ecuador |               |
| C. S. Emelec            | Ecuador | 2015-presente |

## Palmarés

### Títulos nacionales
| Título             | Club        | País    | Año  |
| ------------------ | ----------- | ------- | ---- |
| Serie A de Ecuador | C.S. Emelec | Ecuador | 2015 |
| Serie A de Ecuador | C.S. Emelec | Ecuador | 2017 |